# Pygoplus ferrugineus
Pygoplus ferrugineus is een hooiwagen uit de familie Assamiidae.